# Inter-State Model 45
Der Inter-State Model 45  war ein nur 1913 und 1914 angebotener Personenwagen der US-amerikanischen Oberklasse. Produziert wurde das Fahrzeug von der Inter-State Automobile Company in Muncie, Indiana. Dies war das einzige Serienmodell dieses Herstellers mit Sechszylindermotor.

## Modellgeschichte
Die Inter-State Automobile Company war Ende 1908 von Thomas F. Hart mit Hilfe mehrerer Investoren gegründet worden und hatte ihren Sitz an der 142, Willard street. Der Name des Unternehmens und seines Produkts war das Ergebnis eines Wettbewerbs, den Hart in Muncie veranstaltet hatte. Nach einer Reihe großvolumigen Vierzylinder in der oberen Mittelklasse (Inter-State 35/40 hp, Forty und Thirty) und der Oberklasse (Inter-State Fifty) war Model 45 der erste Sechszylinder von Inter-State. Anders als in den Vorjahren beschränkte man sich nun auf ein Modell in einer Version als Touring. Dessen preisliche und leistungsmässige Positionierung zwischen Forty und Fifty, wie auch die Bezeichnung Model 45 legen nahe, dass es beide ersetzen sollte und dass für den Thirty kein Nachfolger angedacht war. Model 45 kostete US$ 2750.-.
Im Oktober 1913 meldete das Unternehmen eine freiwillige Insolvenz an, die noch Ende dieses Jahres zu einem ordentlichen Konkursverfahren führte. Der Investor Frank C. Ball, bekannt als Mitbegründer und Teilhaber der Ball Corporation, übernahm die Anlagen des Unternehmens und organisierte es als Inter-State Motor Company. Nach einem weiteren Produktionsjahr für das Model 45 erschien mit dem Inter-State Model T eine komplett neue Baureihe in der unteren Mittelklasse. Das Unternehmen wurde im Mai 1918 auf Rüstungsproduktion umgestellt und schloss Ende 1918 für immer.

## Technik
Das Gewicht wird mit 2800 lbs (1270 kg) angegeben.

### Motor
Model 45 hat einen Monobloc-Sechszylindermotor mit 4 Zoll (101,6 mm) Bohrung und 5 Zoll (127 mm) Hub, also einen Hubraum von 377,0 c.i. (6178 cm³). Er ist seitengesteuert mit Rollenstößeln und einstellbarem Ventilspiel. Die Kurbelwelle ist dreifach gelagert.
Der Motor ist wassergekühlt mit Wasserpumpe. Nach einer Quelle wird eine Ölpumpe zur Schmierung der Kurbelwellen-Hauptlager genannt, nach anderer Darstellung eine Schleuderschmierung; letztere wäre ein Rückschritt gegenüber früheren Inter-State-Motoren, der aber mit der Störanfälligkeit und Geräuschentwicklung der frühen Pumpen erklärbar ist.
Model 45 hat Doppelzündung, eine 30 Volt-Lichtmaschine und elektrischem Anlasser.  Ein Stromberg-Vergaser bereitet das Gemisch auf. Es sind keine genauen Leistungsdaten bekannt. Die Modellbezeichnung, die sich bis dahin bei allen Inter-State-Modellen auf die Motorleistung bezog, weist auf eine Leistung von 45 bhp (33,6 kW) hin; eine Quelle nennt 50 bhp. (37,3 kW) Aus der Zylinderbohrung ergibt sich ein A.L.A.M.-Rating von 38,4 PS. Dies war eine damals übliche, überschlägige Methode zu Leistungsberechnung.
Im Chassis ist der Sechszylinder an drei Punkten gelagert: vorn seitlich in Aufnahmen am Fahrgestell-Längsträger der entsprechenden Seite und hinten am Getriebeausgang mittig auf einer Traverse des Fahrgestells.

### Kraftübertragung
Model 45 hat ein konventionelles Schieberadgetriebe mit, je nach Quelle, drei oder vier Gängen, eine Lamellenkupplung im Ölbad und Kardanantrieb zur Hinterachse mit Kegelrad-Achsgetriebe.
Wie beim Forty und Fifty war die Hinterachse „full-floating“, das heißt die Antriebs-Halbwellen sind frei von Querkräften. Das äußere Wellenende sitzt auf einem Flansch an der auf der Achsbrücke gelagerten Radnabe.
Schalt- und Handbremshebel waren nun mittig im Fahrzeug angebracht statt links vom Fahrersitz.

### Fahrgestell und Aufhängung

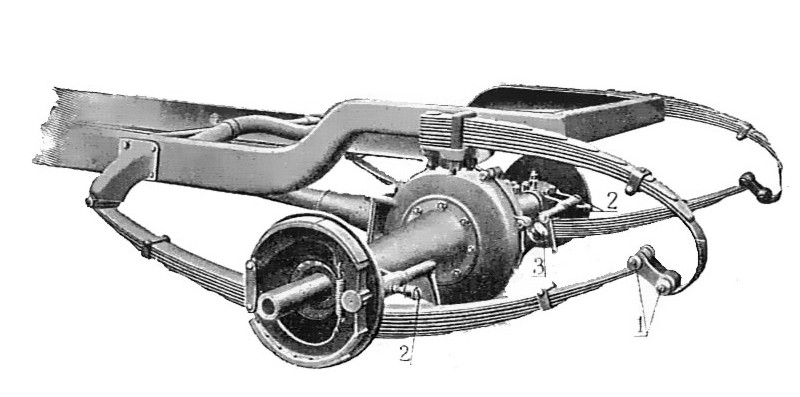
Typische Hinterachsaufhängung (1912) mit Dreiviertel-Elliptikfedern („Underslung“-Bauweise mit oberhalb der Federn befestigter Achse).

Nachdem bei Inter-State bislang nur Fahrzeuge mit Rechtslenkung gebaut worden waren, war Model 45 der erste Linkslenker. Mit einem sehr langen Radstand von 132 Zoll (3353 mm) ist es zudem das größte aller Fahrzeug dieses Herstellers. Das Fahrgestell scheint ein konventioneller Leiterrahmen zu sein, dessen Aufhängung mit vorderen Halbelliptik- und hinteren Dreiviertelliptik-Blattfedern markentypisch ist. Die Spurweite beträgt 56 Zoll (1422 mm). Im Heck ist ein fassförmiger Benzintank quer zur Fahrtrichtung angebracht.
Das Fahrzeug hat Starrachsen vorn und hinten und Artillerieräder mit vorn 10 und hinten 12 hölzernen Speichen und Reifen der Dimension 36 × 4½ Zoll; diese entsprechen jenen des Vorgängers Fifty. Immer noch sind die Ersatzreifen auf abnehmbaren Felgenkränzen aufgezogen. In Zeiten nicht abnehmbarer Räder war dies ein deutlicher Schritt zu mehr Komfort; man brauchte im Falle einer der häufigen Reifenpannen nur den Kranz auszutauschen. Zu Hause konnte man den defekten Reifen abziehen, reparieren oder tauschen; meist wurde der Kranz zum Fachmann gebracht. Der komplettierte Kranz kam als Ersatz wieder an den Wagen.
Sowohl Fussbremse („Service brake“) wie Handbremse („Emergency brake“) wirken auf Trommelbremsen an der Hinterachse. Verbreitet war, dass die Hilfsbremse auf Getriebe oder Differential einwirkte. Vorderradbremsen erschienen erst etwa 10 Jahre später im US-amerikanischen Serienwagenbau.
Die Fahrgestellnummer ist im Fahrzeug vor dem Fahrersitz angebracht. Sie besteht aus einer vierstelligen Zahl zwischen 6001 und 7099.

## Karosserie und Ausstattung

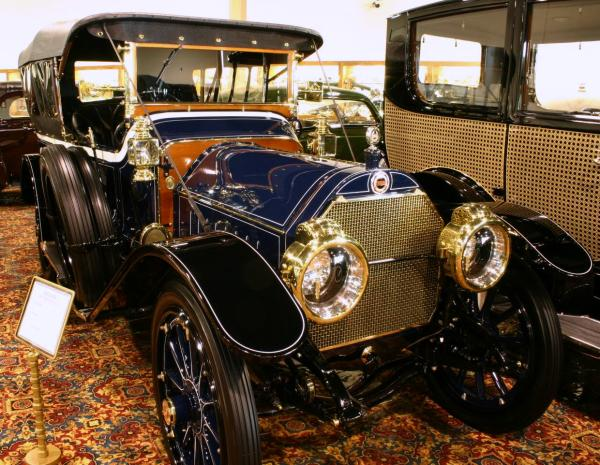
Typisch für diese Jahre: ALCo Six (Fore-door) Touring (1912). Model 45 hat anstelle der seitlichen Kutschenlampen elektrische Positionslampen in der hölzernen Spritzwand.

Wie erwähnt, war das Model 45 nur als 5-sitziger Touring erhältlich, wobei das Nachrüsten mit Klappsitzen angesichts der Fahrzeuggröße kein Problem war. Der einzige noch erhaltene Touring hat solche Sitze in drehbarer Ausführung. Interessant ist, dass Versionen mit vorderen Türen (wie am Model 45) noch im Vorjahr als Fore-door Touring bezeichnet worden waren. Bereits 1913 hatte sich diese Bauform so weit durchgesetzt, dass sie von Sonder- zum Normalfall geworden war.
Model 45 wurde mit elektrischer Beleuchtung, Wetterschutz (bestehend aus seitlichen Vorhängen, die an das geschlossene Verdeck geknüpft wurden), und einer Staubhülle zum Schutz des geöffneten Verdecks ausgeliefert.

## Produktionszahlen
1913 wurden 614 Fahrzeuge gebaut, 1914 noch 117, total also 731 Fahrzeuge. Von Inter-State gibt es leider nur Produktionszahlen nach Modelljahr, nicht nach Baureihe, dieses Zahlen können aber auf Grund der Umstände im Unternehmen mit einiger Sicherheit dem Model 45 zugeordnet werden. Die Angaben beruhen auf Angaben der Automobilhistoriker Beverly Rae Kimes und Henry Austin Clark, jr. im Standard Catalogue of American Cars 1805–1942.

## Inter-State Model 45 heute
Ein Sechszylinder Model 45 Touring existiert noch in US-amerikanischem Privatbesitz. Das Fahrzeug wurde 2010 an einer Auktion in Hershey (Pennsylvania) für US$ 189.750.- inkl. Aufgeld versteigert und blieb damit unter dem Schätzpreis von US$ 200.000.- bis 250.000.-.
Dem Informationsaustausch unter den wenigen Besitzern eines Inter-State dient die Inter-State Motor Car Registry.